# Danny Mrwanda
Danny David Mrwanda, né le 11 février 1984 à Arusha, est un footballeur tanzanien qui évolue au poste d'attaquant.

## Biographie
Après un passage au club de Al Tadamon Farwaniya au Koweït, il joue au Viêt Nam au Đồng Tâm Long An Football Club aux côtés de son compatriote Abdi Kassim.
Il est international tanzanien depuis 2006 (30 sélections, 9 buts).

## Carrière
- 2003-2005 :  Arusha FC
- 2006- janv. 2008 :  Simba SC
- janv. 2008-2009 :  Al Tadamon
- 2009-2010 :  Simba SC
- 2010- :  Đồng Tâm Long An Football Club